# 佩拉亞
佩拉亞是哥倫比亞的城鎮，位於該國東北部，由塞薩爾省負責管轄，始建於1948年2月2日，面積371平方公里，海拔高度101米，2005年人口15,458，人口密度每平方公里41.67人。

## 外部連結
- （西班牙文） Pelaya official website
- （西班牙文） Gobernacion del Cesar, Pelaya

8°41′N 73°40′W / 8.683°N 73.667°W